# Cerkiew Zaśnięcia Najświętszej Maryi Panny w Barlinku
Cerkiew pod wezwaniem Zaśnięcia Przenajświętszej Bogurodzicy – prawosławna cerkiew parafialna znajdująca się w Barlinku. Należy do dekanatu Szczecin diecezji wrocławsko-szczecińskiej Polskiego Autokefalicznego Kościoła Prawosławnego.

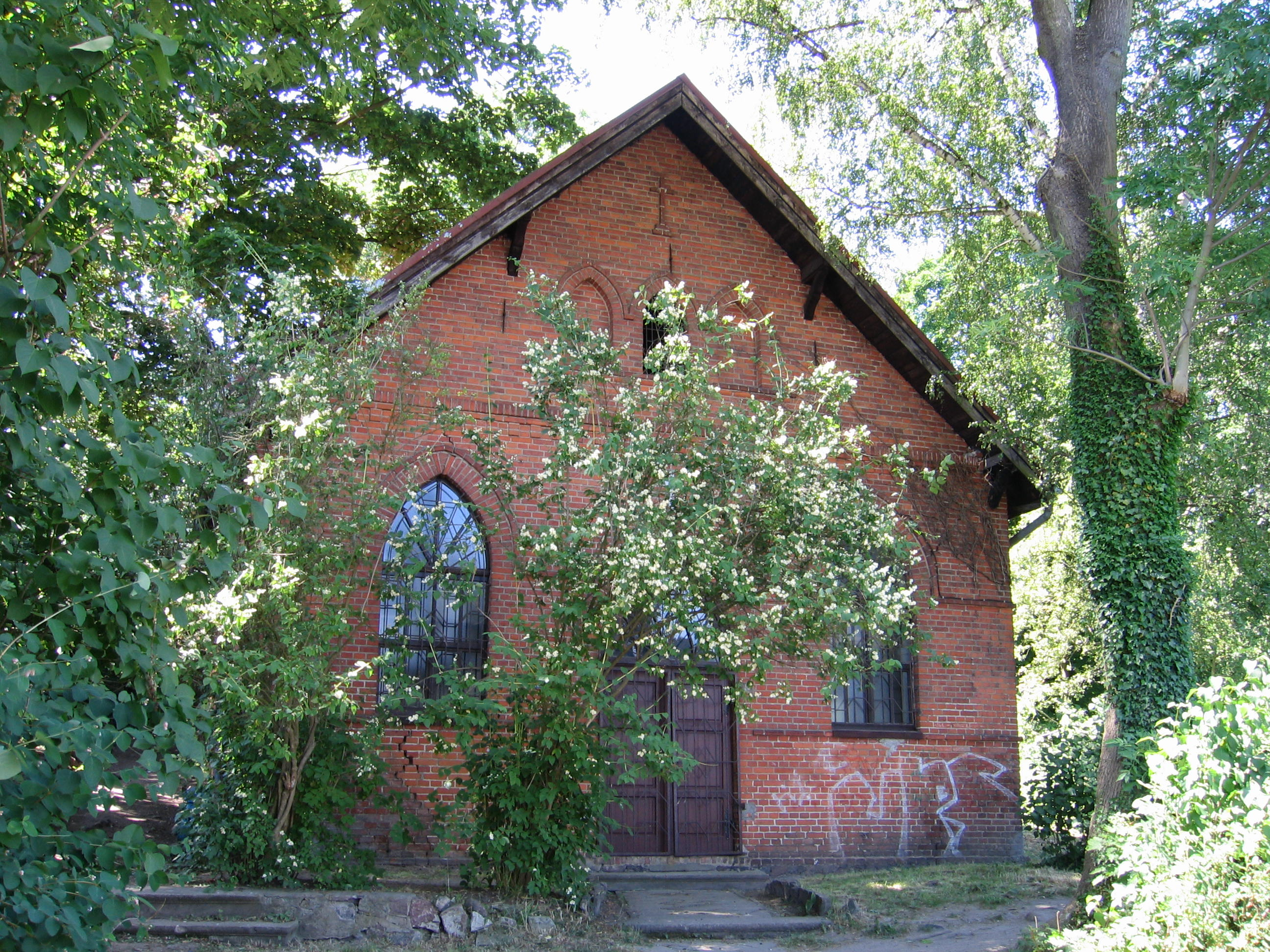
Cerkiew od frontu

Świątynia została wybudowana w XIX w. jako kościół ewangelicki. W 1947 został przekazany prawosławnym. Wewnątrz znajduje się ikonostas pochodzący z XIX w., przywieziony przez przesiedleńców z Kijowca.
W 2016 rozpoczęto remont świątyni. Po zakończeniu prac obiekt został 5 czerwca 2021 r. poświęcony przez metropolitę warszawskiego i całej Polski Sawę oraz arcybiskupa wrocławskiego i szczecińskiego Jerzego.
Cerkiew wpisano do rejestru zabytków 2 kwietnia 2007 pod nr A-306.